# Souad (Film)
Souad ist ein Film von Ayten Amin, der im Juni 2021 beim Tribeca Film Festival seine Premiere feierte und im gleichen Monat im Rahmen der Internationalen Filmfestspiele Berlin vorgestellt wurde. Souad wurde von Ägypten als Beitrag für die Oscarverleihung 2022 in der Kategorie Bester Internationaler Film eingereicht.

## Handlung
Die 19-jährige Ägypterin Souad sieht sich gezwungen, ein Doppelleben zu führen, da ihr Wunsch, neue Arten von Freiheit zu erforschen, mit den Erwartungen der Gesellschaft, ihrer Familie und der Religionsgemeinschaft, die sie verinnerlicht hat, kollidiert. Souad ist eine fleißige Schülerin und zuhause gehorsame Tochter, die immer für ihre 13-jährige Schwester Rabab da ist. In den sozialen Medien versucht sie hingegen ein Bild von sich zu zeichnen, das nicht ihrer Lebensrealität entspricht, führt mit ihrem Smartphone heimlich virtuelle Beziehungen mit Männern und identifiziert sich zunehmend mit ihrem kosmopolitischen Alter Ego.

## Produktion

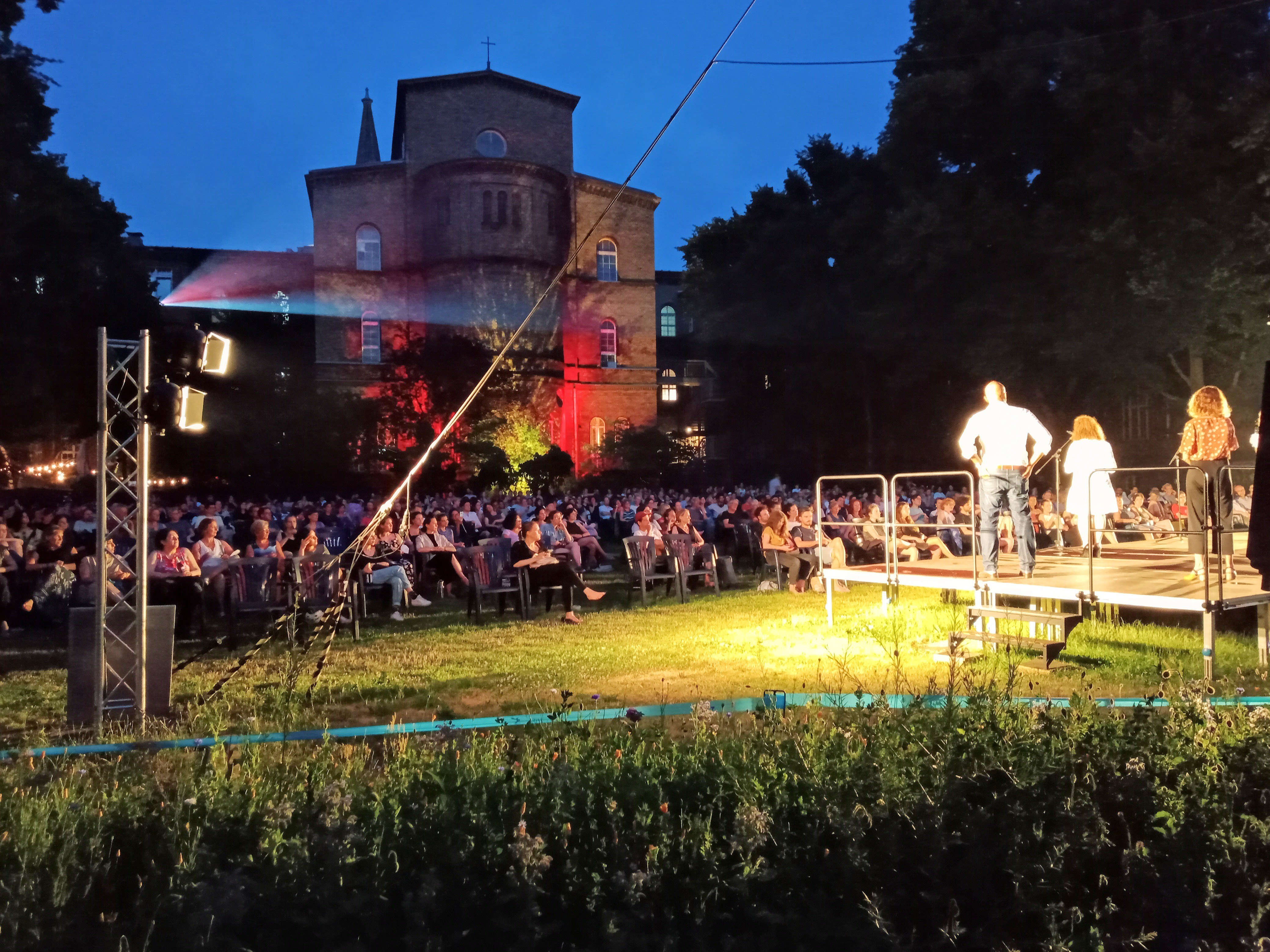
Regisseurin Ayten Amin und Produzent Sameh Awad bei der Deutschlandpremiere beim Berlinale Summer Special im Freiluftkino Kreuzberg

Regie führte Ayten Amin, die gemeinsam mit Mahmoud Ezzat auch das Drehbuch schrieb. Nach dem Dokumentarfilm Tahrir 2011 und dem Film Villa 69 von 2013 handelt es sich um Amins dritten Langfilm.
Anfang Juni 2020 wurde bekannt, dass sich Amins Film in der „offiziellen Selektion“, einer Auswahl von 56 Filmen der ursprünglich für Mai 2020 geplanten Filmfestspiele von Cannes befindet, die aufgrund der Coronavirus-Pandemie in ihrer gewohnten Form abgesagt wurden.
Eine erste Vorstellung in Deutschland erfolgte am 19. Juni 2021 beim Open Air stattfindenden Berlinale Summer Special, wo der Film in der Sektion Panorama gezeigt wurde. Die Premiere erfolgte bereits am 12. Juni 2021 beim Tribeca Film Festival. Im Juni 2021 wurde er auch im Rahmen der Berlin Film Week vorgestellt. Im Oktober 2021 wird Souad beim Nuremberg International Human Rights Film Festival gezeigt.

## Rezeption

### Kritiken
Der Film konnte bislang 89 Prozent der bei Rotten Tomatoes erfassten Kritiker überzeugen.

### Auszeichnungen
Souad wurde von Ägypten als Beitrag für die Oscarverleihung 2022 in der Kategorie Bester Internationaler Film eingereicht. Im Folgenden eine Auswahl weiterer Auszeichnungen und Nominierungen.
Berlin Film Week 2021
- Nominierung im Wettbewerb[10]

IndieLisboa 2021
- Nominierung als Bester Spielfilm für den Silvestre Award (Ayten Amin)[11]

Internationale Filmfestspiele Berlin 2021
- Nominierung für den Panorama Publikumspreis

Prague International Film Festival – Febiofest 2021
- Nominierung im Wettbewerb[12]

Tribeca Film Festival 2021
- Auszeichnung als Beste Schauspielerin im International Narrative Competition (Bassant Ahmed)
- Auszeichnung als Beste Schauspielerin im International Narrative Competition (Basmala Elghaiesh)
- Nominierung im International Narrative Competition[13][14]